# Liste der Kulturgüter in Wolfenschiessen
Die Liste der Kulturgüter in Wolfenschiessen enthält alle Objekte in der Gemeinde Wolfenschiessen im Kanton Nidwalden, die gemäss der Haager Konvention zum Schutz von Kulturgut bei bewaffneten Konflikten, dem Bundesgesetz vom 20. Juni 2014 über den Schutz der Kulturgüter bei bewaffneten Konflikten sowie der Verordnung vom 29. Oktober 2014 über den Schutz der Kulturgüter bei bewaffneten Konflikten unter Schutz stehen.
Objekte der Kategorien A und B sind vollständig in der Liste enthalten, Objekte der Kategorie C fehlen zurzeit (Stand: 1. Januar 2023).

## Kulturgüter
| Foto |                                                                                              | Objekt                                                                     | Kat. | Typ | Standort                           | Beschreibung                           |
| ---- | -------------------------------------------------------------------------------------------- | -------------------------------------------------------------------------- | ---- | --- | ---------------------------------- | -------------------------------------- |
| ja   | Datei hochladen · Wikidata zu Bauernhaus Grossitz (Q29523487)                                | Bauernhaus Grossitz KGS-Nr.: 04230                                         | A    | G   | Hauptstrasse 31 672867 / 195361    |                                        |
| ja   | Datei hochladen · Wikidata zu Bauernhaus Unteres Brunnifeld (Q29523492)                      | Bauernhaus Unteres Brunnifeld KGS-Nr.: 04231                               | A    | G   | Hauptstrasse 41 672808 / 195168    |                                        |
| ja   | Datei hochladen · Wikidata zu Hechhuis (Lussyhaus) (Q29523502)                               | Hechhuis (Lussyhaus) KGS-Nr.: 04232                                        | A    | G   | Hechhuis 1 672553 / 194945         |                                        |
| ja   | Datei hochladen · Wikidata zu Wohnhaus Hofstatt im Dörfli (Q29523509)                        | Wohnhaus KGS-Nr.: 10123                                                    | A    | G   | Dörfli 9 672541 / 194950           |                                        |
| BW   | Datei hochladen · Wikidata zu Bauernhaus Stegmatt (Q29786229)                                | Bauernhaus Stegmatt KGS-Nr.: 04233                                         | B    | G   | Stegmatt 1 672280 / 194499         |                                        |
| ja   | Datei hochladen · Wikidata zu Katholische Kirche St. Maria mit Beinhaus (Q29786235)          | Katholische Kirche St. Maria mit Turm und Beinhaus KGS-Nr.: 04236          | B    | G   | Kirchweg 10 672970 / 195749        |                                        |
| ja   | Datei hochladen · Wikidata zu Kapelle Bettelrüti (Q29786231)                                 | Kapelle Bettelrüti KGS-Nr.: 04237                                          | B    | G   | Bettelrüti 2 672828 / 193571       |                                        |
| BW   | Datei hochladen · Wikidata zu Kapelle St. Joder in Altzellen mit Sigristenhaus (Q29786233)   | Kapelle St. Joder in Altzellen mit Sigristenhaus KGS-Nr.: 04238            | B    | G   | St. Joder 2, 1 672762 / 192282     |                                        |
| BW   | Datei hochladen · Wikidata zu Katholische Kirche St. Peter und Paul mit Kaplanei (Q29786237) | Katholische Kirche St. Peter und Paul mit Kaplanei KGS-Nr.: 04239          | B    | G   | Dorfstrasse 7a, 10 674620 / 193439 |                                        |
| BW   | Datei hochladen · Wikidata zu Pfarrhaus zu St. Maria (Q29786240)                             | Pfarrhaus zu St. Maria KGS-Nr.: 12251                                      | B    | G   | Hauptstrasse 28 672905 / 195663    |                                        |
| ja   | Datei hochladen · Wikidata zu Holzbrücke bei der Brigg (Q121796740)                          | Holzbrücke bei der Brigg KGS-Nr.: 17021                                    | B    | G   | Briggstrasse 672757 / 195385       |                                        |
| BW   | Datei hochladen · Wikidata zu Kapelle zur schmerzhaften Mutter (Q121799014)                  | Kapelle zur schmerzhaften Mutter / Stutzkapelle KGS-Nr.: 17022             | B    | G   | Stutzchäppeli 1 673762 / 194301    |                                        |
| ja   | Datei hochladen · Wikidata zu Mittelalterliche Burgruine "Dörfli" (Q121799376)               | Mittelalterliche Burgruine "Dörfli" KGS-Nr.: 17023                         | B    | F   | Dörfli 7a 672572 / 194464          |                                        |
| BW   | Datei hochladen · Wikidata zu Pfarrhelferhaus (Q121802325)                                   | Pfarrhelferhaus KGS-Nr.: 17024                                             | B    | G   | Kirchweg 9 672936 / 195723         |                                        |
| BW   | Datei hochladen · Wikidata zu Wohnhaus Obchappelen (Q121803097)                              | Wohnhaus Obchappelen KGS-Nr.: 17025                                        | B    | G   | Dörfli 5 672658 / 194514           |                                        |
| BW   | Datei hochladen · Wikidata zu Wohnhaus (Q121803164)                                          | Wohnhaus KGS-Nr.: 17026                                                    | B    | G   | Unterfell 2 674805 / 192969        |                                        |
| BW   | Datei hochladen · Wikidata zu Wohnhaus und angebautes Ökonomiegebäude Unterhuis (Q121828357) | Wohnhaus und angebautes Ökonomiegebäude Unterhuis KGS-Nr.: 17027           | B    | G   | Unterhaus 2 672562 / 195089        |                                        |
| BW   | Datei hochladen · Wikidata zu Kapelle St. Andreas (Q121840173)                               | Kapelle St. Andreas KGS-Nr.: 17028                                         | B    | G   | Wilersdörfli 1c 672304 / 192677    |                                        |
| BW   | Datei hochladen                                                                              | Pfarrkirche St. Maria mit Zelle des Bruders Konrad Scheuber KGS-Nr.: 17068 | B    | G   | Kirchweg 672973 / 195755           | (Kirchweg 11, Konrad Scheuber Klause?) |